# Dolichopus evolvens
Dolichopus evolvens är en tvåvingeart som beskrevs av Octave Parent 1929. Dolichopus evolvens ingår i släktet Dolichopus och familjen styltflugor.
Artens utbredningsområde är New Hampshire. Inga underarter finns listade i Catalogue of Life.